# Charles Émile La Chambre
Pour les articles homonymes, voir La Chambre.
Charles Émile La Chambre, né le 25 octobre 1816 à Saint-Malo (Ille-et-Vilaine) et mort le 9 novembre 1907 à Paris, est un homme politique français.

## Biographie
Charles La Chambre est le fils de Charles Malo La Chambre, négociant-armateur malouin, et d'Émilie Plaine de L'Épine, héritière du château des Chesnes (Paramé).
Armateur, il fait fortune dans l'importation du guano et s'installe comme banquier à Paris. Membre de la Chambre de commerce de Paris, il est décoré le 16 août 1863 et rachète le Journal de Saint-Malo.
Orléaniste, il est candidat libéral, conservateur constitutionnel, dans la 1re circonscription de Saint-Malo, face au candidat républicain Auguste Hovius, et est élu député le 20 février 1876. Il prend place au centre droit, est un des membres les plus laborieux de la commission de la marine marchande, dépose un projet de loi sur la matière, et vote contre l'amnistie plénière, contre la proposition Gatineau, contre la loi Waddington sur la collation des grades et pour l'augmentation du traitement des desservants. Il soutient le cabinet du 16 mai contre les 363.
Réélu, après la dissolution de la Chambre, le 14 octobre 1877, dans son arrondissement, il reprend sa place au centre droit ; mais son élection est invalidée par la nouvelle majorité, et M. La Chambre doit se représenter, le 7 avril 1878, devant ses électeurs, mais échoue cette fois-ci face à Hovius.
Porté, le 4 octobre 1885, sur la liste conservatrice d'Ille-et-Vilaine, il échoue de nouveau.
Aux élections du 6 octobre 1889, Charles-Émile La Chambre est élu face au républicain Brune et au boulangiste Surcouf. Candidat conservateur révisionniste, il réclame le rétablissement de la liberté d'enseignement, l'application loyale du concordat, la révision de la constitution et une meilleure protection des intérêts agricoles, industriels et maritimes.
À la Chambre basse, membre de nombreuses commissions, il intervient principalement sur les problèmes maritimes.
Il ne se représente pas aux élections de 1893 et meurt nonagénaire à Paris le 9 novembre 1907.

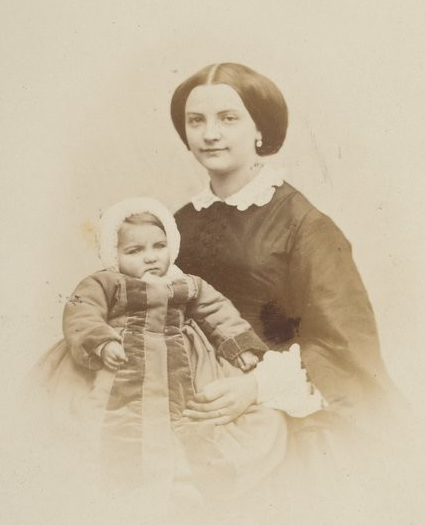
Mme Charles Émile La Chambre, née Clémence Mouquet, et Mlle Anne La Chambre, future baronne de Ladoucette.

Marié à Mlle Mouquet, nièce de Louis Charles Estancelin, il est le père de Charles Auguste La Chambre et le beau-père du baron Étienne de Ladoucette, ainsi que le grand-père du ministre Guy La Chambre.
Il avait acquis le domaine de la Capitainerie du Tertre Richard (aujourd'hui la Capitainerie Clos Morin) en 1880 et le château de la Briantais en 1888.
Il habite à Paris au 8 place Vendôme et au château des Quimerais par Saint-Servan avec son fils Carl.

## Sources
- « Charles Émile La Chambre », dans Adolphe Robert et Gaston Cougny, Dictionnaire des parlementaires français, Edgar Bourloton, 1889-1891 [détail de l’édition]
- « Charles Émile La Chambre », dans le Dictionnaire des parlementaires français (1889-1940), sous la direction de Jean Jolly, PUF, 1960 [détail de l’édition]